# Chaix & Morel et associeés
Chaix & Morel et Associés ist ein französisches Architekturbüro mit Sitz in Paris (20. Arrondissement).

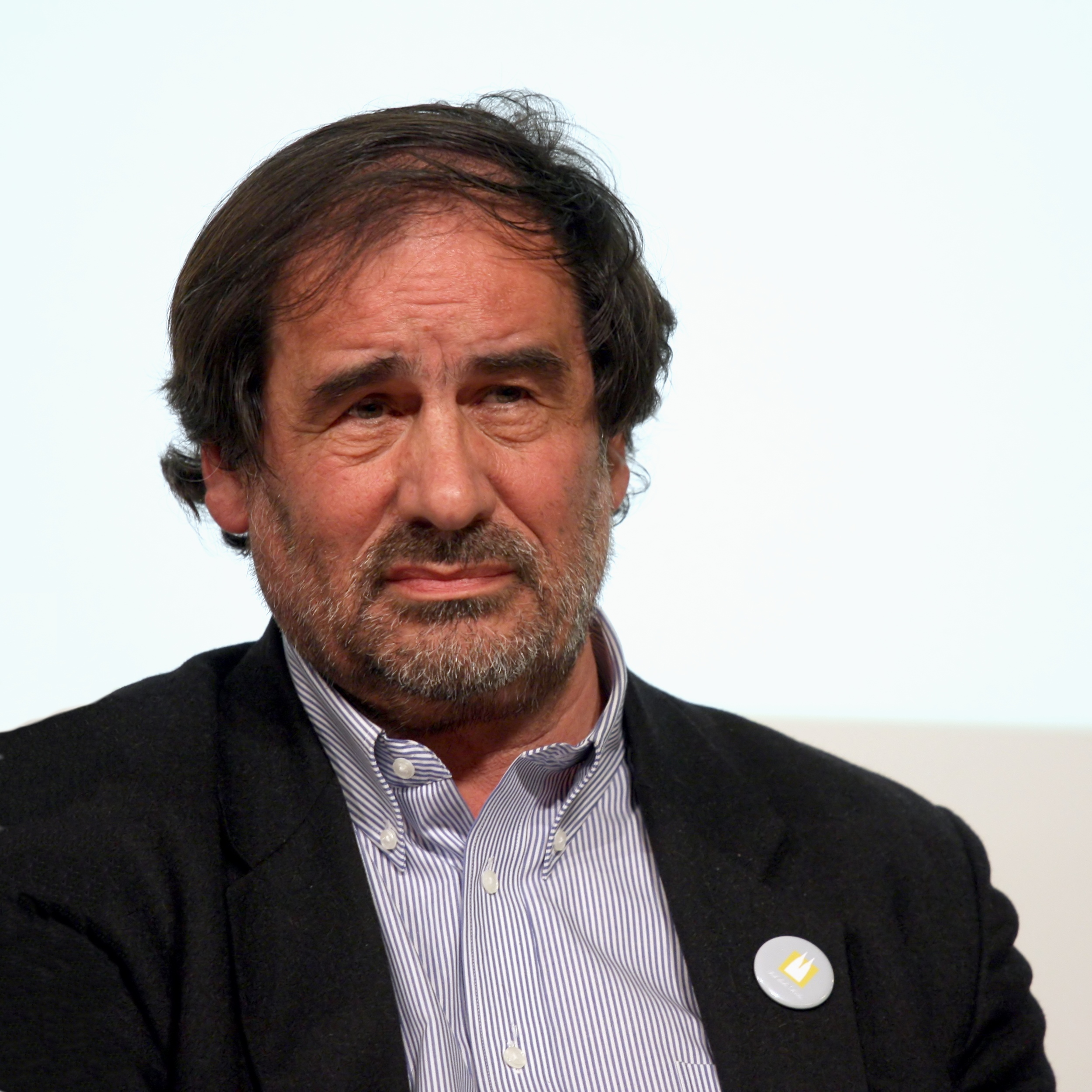
Philippe Chaix (2010)

Maison de la Région in Straßburg, Südostecke des Gebäudes

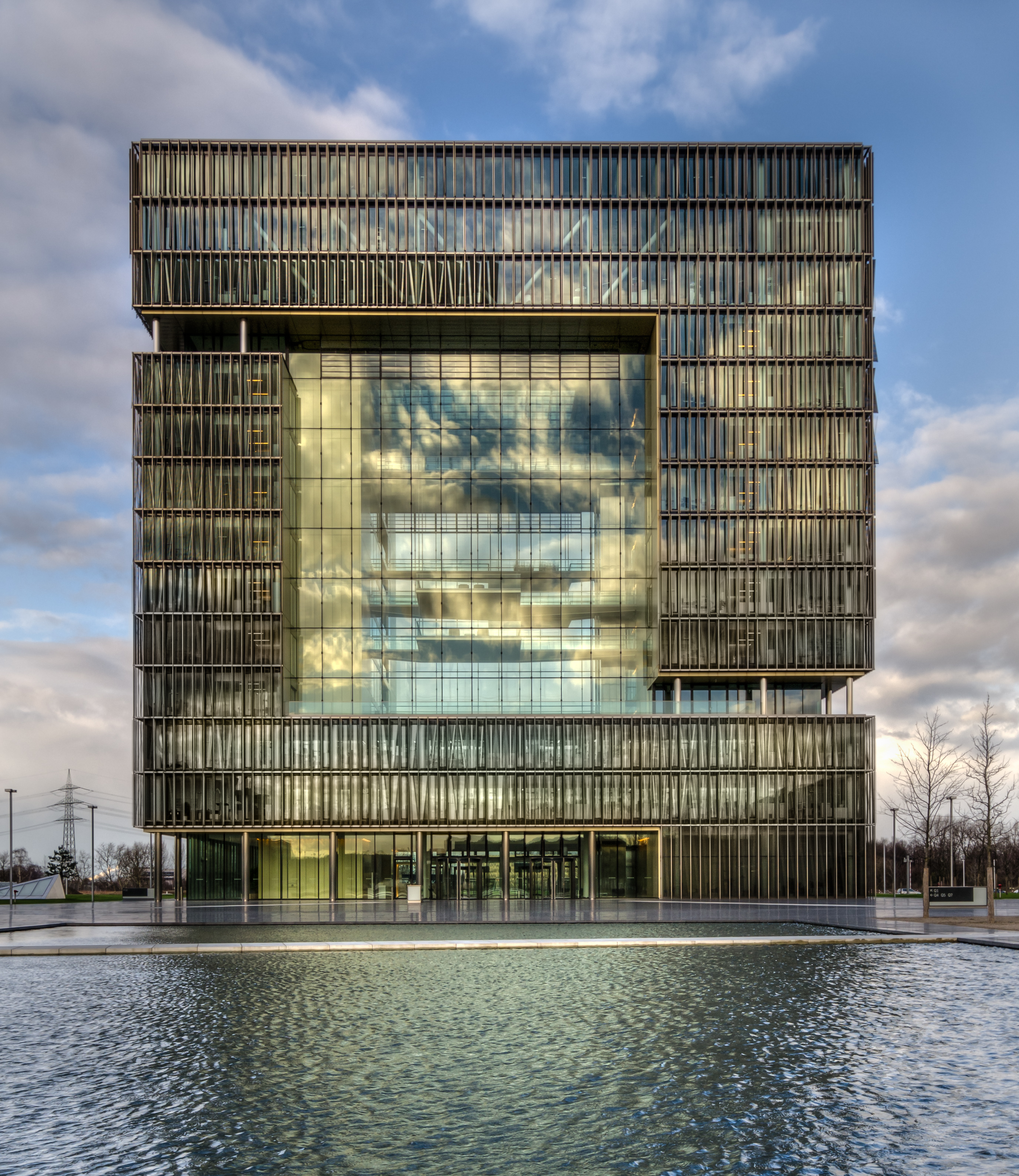
Thyssen-Krupp-Quartier Essen Q1

## Geschichte
Philippe Chaix, der sein Diplom 1972 an der Universität Paris 6 erhielt, und Jean-Paul Morel, der 1976 an der Architekturschule in Nancy abschloss, bildeten ihre Architektengemeinschaft 1983, um ihr erstes gemeinsames Projekt, das Zénith in Paris zu planen und zu betreuen. Die Architektengemeinschaft vergrößerte sich im Laufe der Jahre und hat sich bisher hauptsächlich auf kulturelle, sportliche und Freizeit-Einrichtungen konzentriert.
2010 wurde in Essen das neue Verwaltungsgebäude der Firma ThyssenKrupp AG, das Q1 im Krupp-Campus, fertiggestellt, das Chaix & Morel zusammen mit dem Kölner Büro JSWD Architekten geplant hat.

## Geplante und ausgeführte Projekte (Auswahl)
- 2019: Generalsanierung des Gebäudes des Hauptverbandes der österreichischen Sozialversicherungsträger in Nachbarschaft zum Wittgenstein-Haus in Wien.
- 2015: Renovierung anlässlich der Fußball-Europameisterschaft 2016 des Stade Geoffroy-Guichard in Saint-Étienne.
- 2011: 1. Preis internationaler Wettbewerb – Haus der Europäischen Geschichte in Brüssel (Musée de l’Europe), in Partnerschaft mit JSWD Architekten, Köln: im Bau
- 2011: 1. Preis Wettbewerb – Jean Monnet 2 in Luxemburg in Partnerschaft mit JSWD Architekten, Köln und architectur + aménagement s. a., Luxemburg
- 2010: Fertigstellung der Sanierung und Erweiterung Banque Postale in Paris
- 2009: 1. Preis für Neubau eines Theaters in Sénart, Frankreich – Fertigstellung 2012
- 2009: 1. Preis Wettbewerb – Neues Theater in Köln
- 2009: Schwimmhalle in Aubervilliers, Frankreich: im Bau
- 2008: 1. Preis Wettbewerb – neuer Firmensitz für den Reifenhersteller Michelin in Clement-Ferrand (FR) – Fertigstellung 2014
- 2008: Bau der Zénith-Konzerthalle in St. Denis, Réunion
- 2006–2010: in Partnerschaft mit JSWD Architekten, Köln, Bau des neuen Büroviertels Krupp-Gürtel der ThyssenKrupp AG in Essen: in der Ausführung (ca. 100.000 Quadratmeter)
- 2006: Bau der Zénith-Konzerthalle mit 8000 Sitzplätzen für die Region von Nantes, Bretagne in Saint-Herblain
- 2005: Maison de la Région Alsace in Straßburg
- 2005: Bau einer Zénith-Konzerthalle mit 8000 Sitzplätzen in Dijon, Burgund
- 2003: Bürohaus Crystal Défense, Neruda, Nanterre, Frankreich
- 1999/2000: Bau des Fußballstadions de la Licorne in Amiens, Frankreich
- 1999: Wettbewerbsteilnahme Musée du quai Branly, Paris
- 1996/1997: Bau der neuen Standorte östlich von Paris in Champs-sur-Marne für die École Nationale des Ponts et Chaussées und die École nationale des sciences géographiques
- 1996: Bau der Zénith-Konzerthalle in Orléans, Frankreich
- 1996: Wettbewerbsteilnahme Stade de France, St. Denis, bei Paris
- 1996: Wettbewerbsteilnahme Bibliothèque nationale de France, Paris. Das Projekt wurde prämiiert.
- 1993–1996: Archäologisches Museum für die gallo-römischen Ausgrabungen in Saint-Romain-en-Gal, Frankreich
- 1989: Prämiierter Entwurf für den Bau der Bibliothèque nationale de France in Paris
- 1986: Bau der Konzerthalle Zénith-Sud in Montpellier, Frankreich
- 1983/1984: Bau der Konzerthalle Zénith in Paris mit 6.400 Plätzen

## Auszeichnungen und Ehrungen
- Sowohl Philippe Chaix als auch Jean-Paul Morel sind Chevaliers des Ordre des Arts et des Lettres.

## Weblink
- Website des Büros (englisch, französisch)